# Aspalathus lanata
Aspalathus lanata är en ärtväxtart som beskrevs av Ernst Meyer. Aspalathus lanata ingår i släktet Aspalathus och familjen ärtväxter. Inga underarter finns listade i Catalogue of Life.